# Louise de Kérouaille
Louise Renée de Penancourt de Kérouaille (?, september 1649 – Parijs, 14 november 1734) was een Française en de minnares van koning Karel II van Engeland, die haar tot hertogin van Portsmouth verhief.
Louise was de dochter van Guillaume de Penancourt, een Franse edelman uit Bretagne. De naam Kérouaille – in het Engels verbasterd tot Carwell – was afkomstig van een aangetrouwd familielid uit de 14e eeuw. Als meisje werd Louise aangesteld als hofdame van Henriëtta Anne van Engeland, de Hertogin van Orléans en zuster van Karel II. Een Franse geschiedschrijver uit de 17e eeuw verklaarde dat haar familie had gehoopt dat Louise een minnares van koning Lodewijk XIV zou worden. In 1670 reisde ze met haar werkgeefster naar het Engelse hof in Dover, waar ze na de mysterieuze dood van Henriëtta Maria werd aangesteld als hofdame van de koningin, Catharina van Braganza.
In 1671 raakte ze zwanger van Karel II, en in juli 1672 baarde ze haar zoon Charles Lennox, die later Hertog van Richmond zou worden. Ondertussen speelde ze allerlei informatie van het Engelse hof door aan Frankrijk, waardoor ze zeer onpopulair werd bij het Britse volk. In 1673 werd haar de titel Hertogin van Portsmouth toegekend, evenals Barones van Petersfield en Gravin van Fareham. Van zowel de Engelse als Franse vorst kreeg ze enorme sommen geld; alleen al in 1677 ontving ze 27.300 pond. Tijdens de periode van de Paapse samenzwering in 1678 wist Louise te ontsnappen aan de vervolging die vele andere katholieken ten deel viel, en toen Karel II in 1685 stierf, zorgde zij ervoor dat hij zich op zijn sterfbed bekeerde tot het katholicisme.
Na de dood van de koning keerde ze terug naar Frankrijk, waar ze bleef afgezien van een kort bezoek aan Engeland tijdens de regeerperiode van Jacobus II. Haar laatste jaren bracht ze door in Aubigny, waar Lodewijk XIV en zijn opvolger haar voorzagen van een pensioen en ervoor zorgden dat ze haar schulden niet hoefde te betalen.